# Cove (Arkansas)
Pour les articles homonymes, voir Cove.
Cove est un village situé dans l’État américain de l'Arkansas, dans le comté de Polk.